# Camino de Santiago Mozárabe
El Camino de Santiago Mozárabe (también se denomina así el Camino de Santiago Sanabrés) está constituido por un conjunto de vías de comunicación históricas del sur y el centro de la península ibérica que adquirieron especial importancia durante la Edad Media ya que unían los importantes puertos de Al-Ándalus con las grandes ciudades del interior.
Los caminos más meridionales unen las ciudades de Almería, Granada, Málaga y Córdoba con Mérida, donde continúan el camino por la Ruta Jacobea de la Vía de la Plata. Desde estos, otros senderos unen estas ciudades con las de Jaén, Ciudad Real y Toledo desde donde pueden continuar la peregrinación bien por los Camino de Santiago de Levante, bien por el Camino de Santiago de Madrid.
Se trata de rutas históricas de peregrinación jacobea, en la actualidad el tramo entre Almería y Mérida es otro de los trazados en los que se está poniendo más empeño a la hora de desarrollar actividades de recuperación. De hecho, todo el recorrido entre Almería y Granada  está señalizado y dispone de infraestructura para la peregrinación. En los demás tramos la peregrinación es prácticamente nula; sólo el trazado entre Málaga y Baena está actualmente en fase de estudio y dotación de servicios e infraestructuras.
Entre las ciudades de Córdoba y Granada existe otra ruta cultural, con un trazado próximo a éste, conocida como Ruta del Califato. Forma parte del conjunto de rutas turísticas de El Legado Andalusí.

## Trazado de la ruta

### Ruta principal (extensión desde Almería) Almería-Granada-Jaén-Córdoba-Badajoz
| Población                                 | Provincia | A Santiago (km) | Web                                                                                               |  |
| ----------------------------------------- | --------- | --------------- | ------------------------------------------------------------------------------------------------- |  |
| Almería                                   | Almería   | 1420            |                                                                                                   |  |
| Pechina                                   | Almería   | 1408            |                                                                                                   |  |
| Benahadux                                 | Almería   | 1406            |                                                                                                   |  |
| Gádor                                     | Almería   | 1401            |                                                                                                   |  |
| Santa Fe de Mondújar                      | Almería   | 1395            |                                                                                                   |  |
| Alhabia                                   | Almería   | 1385            |                                                                                                   |  |
| Santa Cruz de Marchena                    | Almería   | 1382            |                                                                                                   |  |
| Alboloduy                                 | Almería   | 1378            |                                                                                                   |  |
| Nacimiento                                | Almería   | 1371            |                                                                                                   |  |
| Ocaña (Las Tres Villas)                   | Almería   | 1356            |                                                                                                   |  |
| Abla                                      | Almería   | 1348            |                                                                                                   |  |
| Fiñana                                    | Almería   | 1340            |                                                                                                   |  |
| La Heredad (Fiñana)                       | Almería   | 1336            |                                                                                                   |  |
| Huéneja                                   | Granada   | 1323            |                                                                                                   |  |
| Dólar                                     | Granada   | 1317            |                                                                                                   |  |
| Ferreira                                  | Granada   | 1312            |                                                                                                   |  |
| La Calahorra                              | Granada   | 1308            |                                                                                                   |  |
| Alquife                                   | Granada   | 1303            |                                                                                                   |  |
| Jérez del Marquesado                      | Granada   | 1296            |                                                                                                   |  |
| Guadix                                    | Granada   | 1281            |                                                                                                   |  |
| Purullena                                 | Granada   | 1275            |                                                                                                   |  |
| Lopera (Cortes y Graena)                  | Granada   | 1269            |                                                                                                   |  |
| Diezma                                    | Granada   | 1257            |                                                                                                   |  |
| Los Molinas (Huétor Santillán)            | Granada   | 1247            |                                                                                                   |  |
| Huétor Santillán                          | Granada   | 1232            |                                                                                                   |  |
| Alquería del Fargue (Granada)             | Granada   | 1224            |                                                                                                   |  |
| Granada                                   | Granada   | 1216            |                                                                                                   |  |
| Maracena                                  | Granada   | 1205            |                                                                                                   |  |
| Albolote                                  | Granada   | 1196            |                                                                                                   |  |
| Olivares (Moclín)                         | Granada   | 1185            |                                                                                                   |  |
| Moclín                                    | Granada   | 1178            | Archivado el 7 de marzo de 2018 en Wayback Machine.                                               |  |
| Ermita Nueva (Alcalá la Real)             | Jaén      | 1159            |                                                                                                   |  |
| Alcalá la Real                            | Jaén      | 1148            |                                                                                                   |  |
| Ventas del Carrizal (Castillo de Locubín) | Jaén      | 1136            |                                                                                                   |  |
| Alcaudete                                 | Jaén      | 1126            | (enlace roto disponible en Internet Archive; véase el historial, la primera versión y la última). |  |
| Baena                                     | Córdoba   | 1100            |                                                                                                   |  |
| Castro del Río                            | Córdoba   | 1081            | Archivado el 30 de junio de 2012 en Wayback Machine.                                              |  |
| Espejo                                    | Córdoba   | 1073            |                                                                                                   |  |
| Santa Cruz (Córdoba)                      | Córdoba   | 1062            |                                                                                                   |  |
| Torres Cabrera (Córdoba)                  | Córdoba   | 1054            |                                                                                                   |  |
| Córdoba                                   | Córdoba   | 1039            |                                                                                                   |  |
| Cerro Muriano (Córdoba)                   | Córdoba   | 1020            |                                                                                                   |  |
| Estación de Obejo (Obejo)                 | Córdoba   | 1006            | (enlace roto disponible en Internet Archive; véase el historial, la primera versión y la última). |  |
| El Vacar                                  | Córdoba   | 998             |                                                                                                   |  |
| Villaharta                                | Córdoba   | 988             |                                                                                                   |  |
| Alcaracejos                               | Córdoba   | 953             |                                                                                                   |  |
| Villanueva del Duque                      | Córdoba   | 949             |                                                                                                   |  |
| Fuente la Lancha                          | Córdoba   | 944             |                                                                                                   |  |
| Hinojosa del Duque                        | Córdoba   | 931             |                                                                                                   |  |
| Monterrubio de la Serena                  | Badajoz   | 899             |                                                                                                   |  |
| Castuera                                  | Badajoz   | 880             |                                                                                                   |  |
| Campanario                                | Badajoz   | 862             |                                                                                                   |  |
| Magacela                                  | Badajoz   | 845             | Archivado el 13 de febrero de 2016 en Wayback Machine.                                            |  |
| La Haba                                   | Badajoz   | 838             |                                                                                                   |  |
| Don Benito                                | Badajoz   | 831             |                                                                                                   |  |
| Medellín                                  | Badajoz   | 818             |                                                                                                   |  |
| Torrefresneda                             | Badajoz   | 797             |                                                                                                   |  |
| San Pedro de Mérida                       | Badajoz   | 779             |                                                                                                   |  |
| Trujillanos                               | Badajoz   | 771             |                                                                                                   |  |
| Mérida                                    | Badajoz   | 761             |                                                                                                   |  |

### Ruta por el Puerto de la Ragua
| Población                            | Provincia | A Santiago (km) | Web                                                   |
| ------------------------------------ | --------- | --------------- | ----------------------------------------------------- |
| Gádor                                | Almería   | 1406            |                                                       |
| Alhama de Almería                    | Almería   | 1397            |                                                       |
| Huécija                              | Almería   | 1391            | Archivado el 23 de agosto de 2020 en Wayback Machine. |
| Íllar                                | Almería   | 1384            |                                                       |
| Instinción                           | Almería   | 1382            |                                                       |
| Rágol                                | Almería   | 1379            |                                                       |
| Canjáyar                             | Almería   | 1372            |                                                       |
| Padules                              | Almería   | 1367            |                                                       |
| Beires                               | Almería   | 1363            |                                                       |
| Fondón                               | Almería   | 1352            |                                                       |
| Fuente Victoria (Fondón)             | Almería   | 1351            |                                                       |
| Laujar de Andarax                    | Almería   | 1348            |                                                       |
| Paterna del Río                      | Almería   | 1338            | Archivado el 18 de marzo de 2012 en Wayback Machine.  |
| Bayárcal                             | Almería   | 1332            |                                                       |
| Aldeire                              | Granada   | 1303            |                                                       |
| La Calahorra                         | Granada   | 1301            |                                                       |
| Alcudia de Guadix (Valle del Zalabí) | Granada   | 1288            |                                                       |
| Exfiliana (Valle del Zalabí)         | Granada   | 1287            |                                                       |
| Guadix                               | Granada   | 1282            |                                                       |

### Ruta desde Málaga
| Población                   | Provincia | A Santiago (km) | Web |
| --------------------------- | --------- | --------------- | --- |
| Málaga                      | Málaga    | 1269            |     |
| Almogía                     | Málaga    | 1245            |     |
| Arroyo Coche (Almogía)      | Málaga    | 1235            |     |
| Villanueva de la Concepción | Málaga    | 1228            |     |
| Antequera                   | Málaga    | 1210            |     |
| Cartaojal (Antequera)       | Málaga    | 1196            |     |
| Villanueva de Algaidas      | Málaga    | 1185            |     |
| Cuevas Bajas                | Málaga    | 1175            |     |
| Encinas Reales              | Córdoba   | 1158            |     |
| Lucena                      | Córdoba   | 1141            |     |
| Cabra                       | Córdoba   | 1129            |     |
| Doña Mencía                 | Córdoba   | 1113            |     |
| Baena                       | Córdoba   | 1100            |     |

### Ruta hacia Toledo
| Población                   | Provincia   | A Santiago (km) | Web                                                       |
| --------------------------- | ----------- | --------------- | --------------------------------------------------------- |
| Córdoba                     | Córdoba     | 343             |                                                           |
| Alcolea (Córdoba)           | Córdoba     | 332             |                                                           |
| Villafranca de Córdoba      | Córdoba     | 318             | Archivado el 27 de septiembre de 2007 en Wayback Machine. |
| Montoro                     | Córdoba     | 296             |                                                           |
| Cardeña                     | Córdoba     | 263             | Archivado el 27 de septiembre de 2007 en Wayback Machine. |
| Azuel (Cardeña)             | Córdoba     | 255             |                                                           |
| Fuencaliente                | Ciudad Real | 243             | Archivado el 13 de diciembre de 2007 en Wayback Machine.  |
| Brazatortas                 | Ciudad Real | 205             | Archivado el 23 de diciembre de 2011 en Wayback Machine.  |
| Puertollano                 | Ciudad Real | 187             |                                                           |
| Argamasilla de Calatrava    | Ciudad Real | 181             | Archivado el 16 de septiembre de 2007 en Wayback Machine. |
| Cañada de Calatrava         | Ciudad Real | 164             |                                                           |
| La Torrecilla (Ciudad Real) | Ciudad Real | 154             |                                                           |
| Poblete                     | Ciudad Real | 149             |                                                           |
| Ciudad Real                 | Ciudad Real | 138             |                                                           |
| Peralvillo (Miguelturra)    | Ciudad Real | 126             |                                                           |
| Fernán Caballero            | Ciudad Real | 120             |                                                           |
| Malagón                     | Ciudad Real | 112             |                                                           |
| Fuente el Fresno            | Ciudad Real | 100             |                                                           |
| Los Yébenes                 | Toledo      | 58              |                                                           |
| Orgaz                       | Toledo      | 48              |                                                           |
| Sonseca                     | Toledo      | 38              |                                                           |
| Toledo                      | Toledo      | 11              |                                                           |

### Ruta desde Jaén
| Población     | Provincia | A Santiago (km) | Web |
| ------------- | --------- | --------------- | --- |
| Jaén          | Jaén      | 850             |     |
| Torredelcampo | Jaén      | 868             |     |
| Jamilena      | Jaén      | 870             |     |
| Martos        | Jaén      | 876             |     |
| Alcaudete     | Jaén      | 901             |     |

### Ruta por Jaén hacia Toledo
| Población                                     | Provincia   | A Santiago (km) | Web                                                       |
| --------------------------------------------- | ----------- | --------------- | --------------------------------------------------------- |
| Alcaudete                                     | Jaén        | 901             |                                                           |
| Martos                                        | Jaén        | 876             |                                                           |
| Jamilena                                      | Jaén        | 870             |                                                           |
| Torredelcampo                                 | Jaén        | 868             |                                                           |
| Jaén                                          | Jaén        | 850             |                                                           |
| Fuerte del Rey                                | Jaén        | 831             |                                                           |
| Lahiguera                                     | Jaén        | 816             |                                                           |
| Andújar                                       | Jaén        | 805             |                                                           |
| Santuario de la Virgen de la Cabeza (Andújar) | Jaén        | 772             |                                                           |
| Solana del Pino                               | Ciudad Real | 740             | Archivado el 28 de septiembre de 2007 en Wayback Machine. |
| Las Tiñosas (Solana del Pino)                 | Ciudad Real | 735             |                                                           |
| Mestanza                                      | Ciudad Real | 718             | Archivado el 28 de septiembre de 2007 en Wayback Machine. |
| Hinojosas de Calatrava                        | Ciudad Real | 707             | Archivado el 26 de septiembre de 2011 en Wayback Machine. |
| Puertollano                                   | Ciudad Real | 698             |                                                           |

### Galería de imágenes

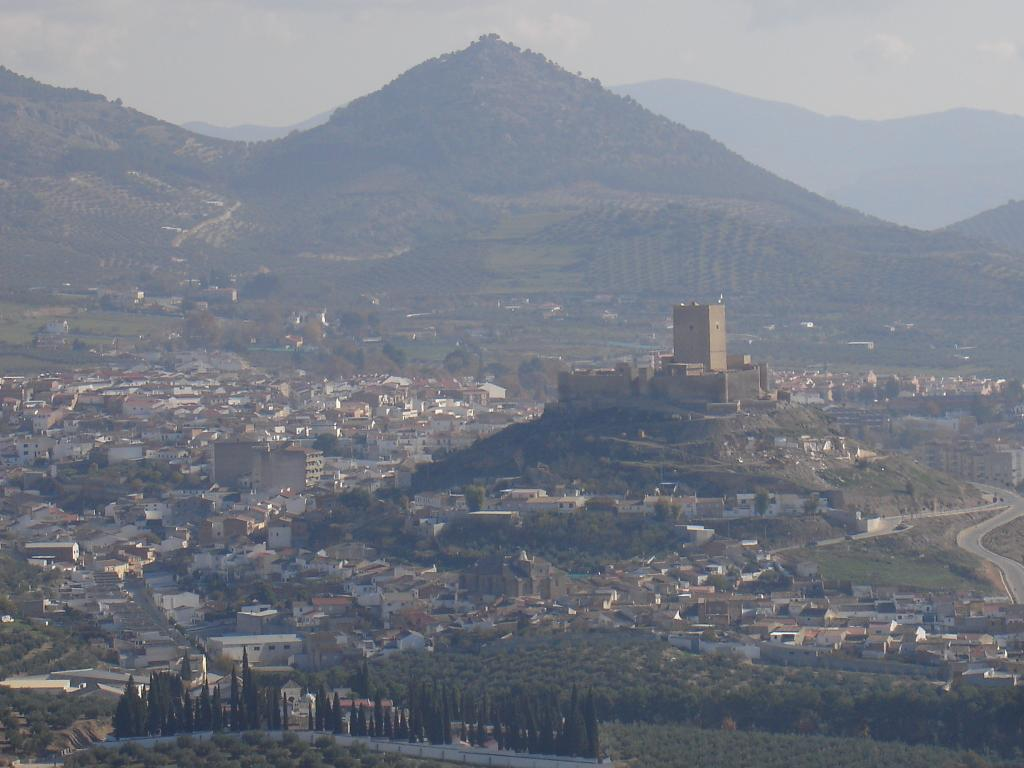
Alcaudete (Jaén)
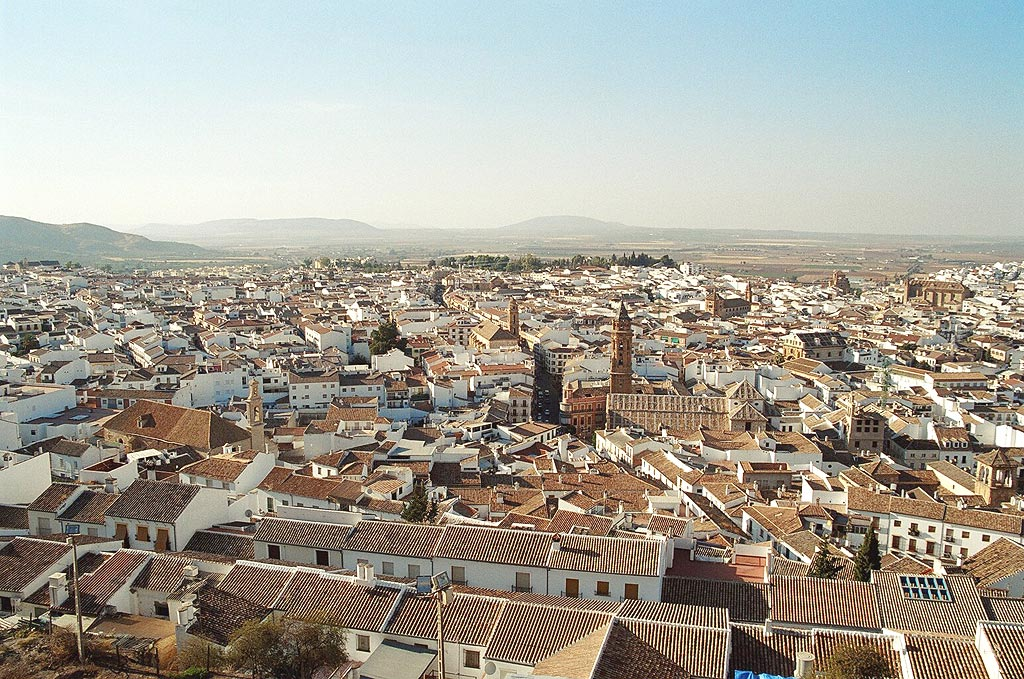
Antequera (Málaga)
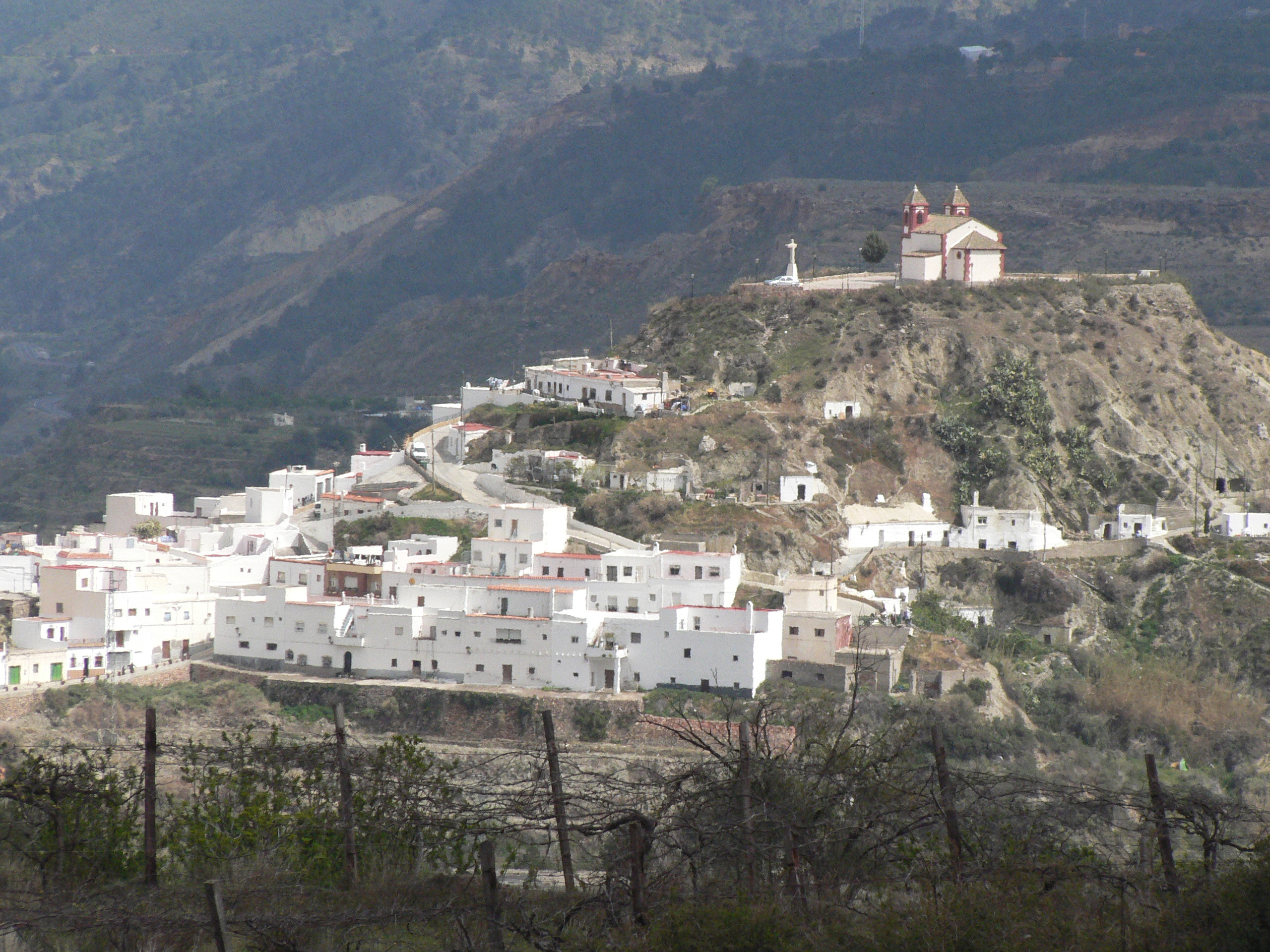
Canjáyar (Almería)
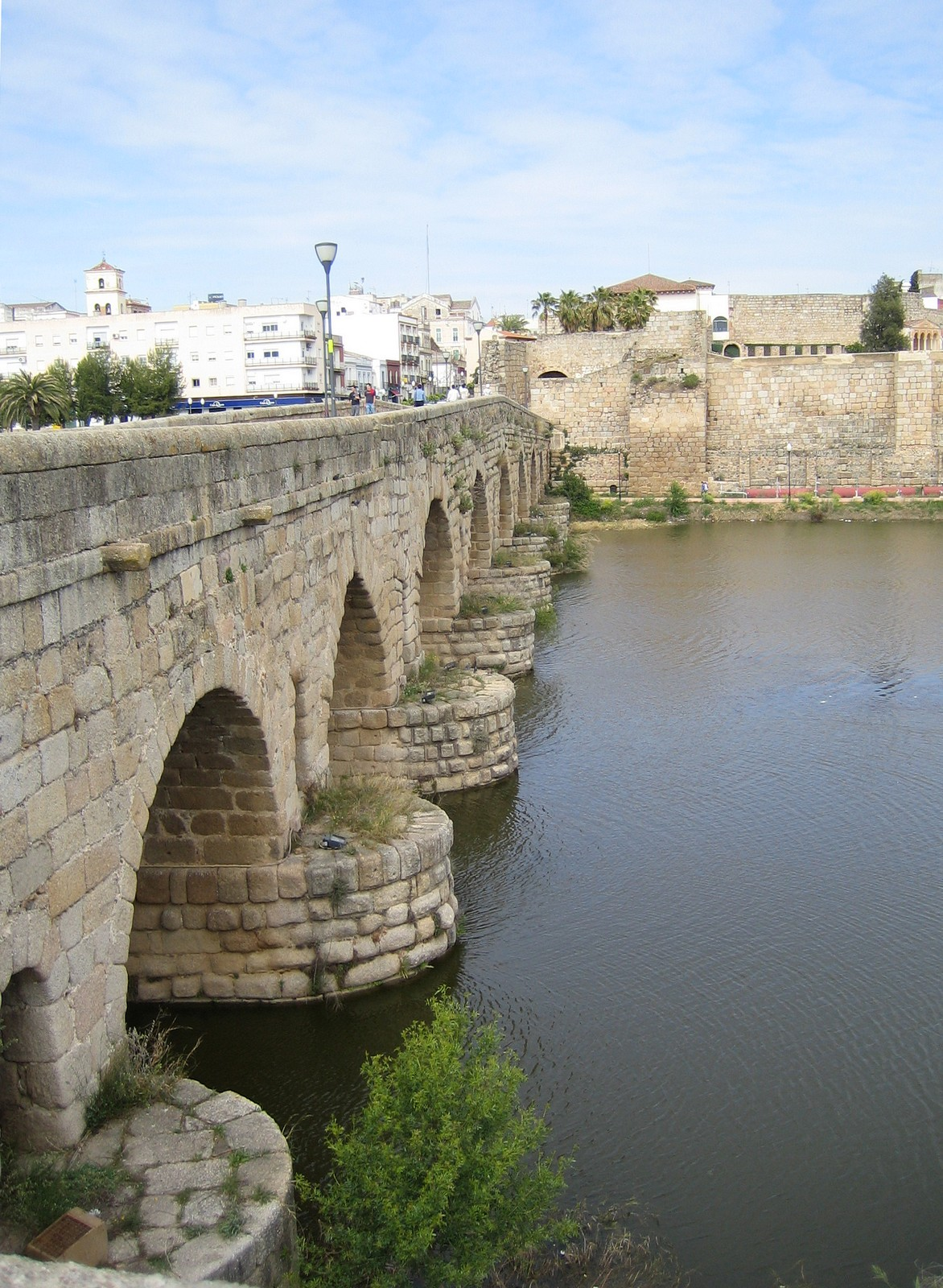
Mérida (Badajoz)
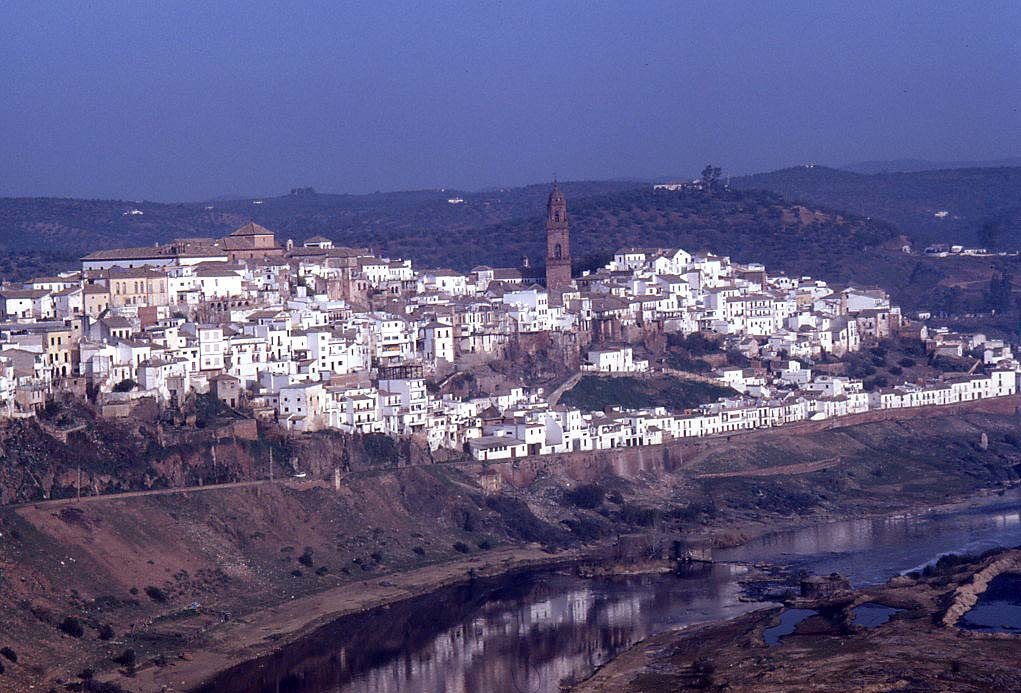
Montoro (Córdoba)
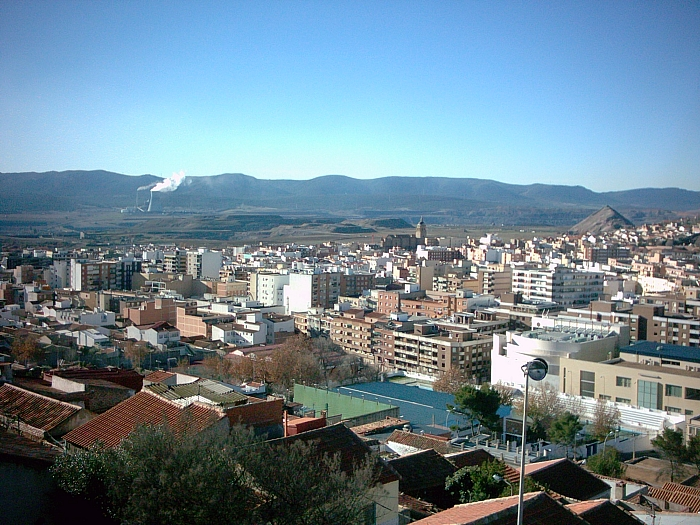
Puertollano (Ciudad Real)
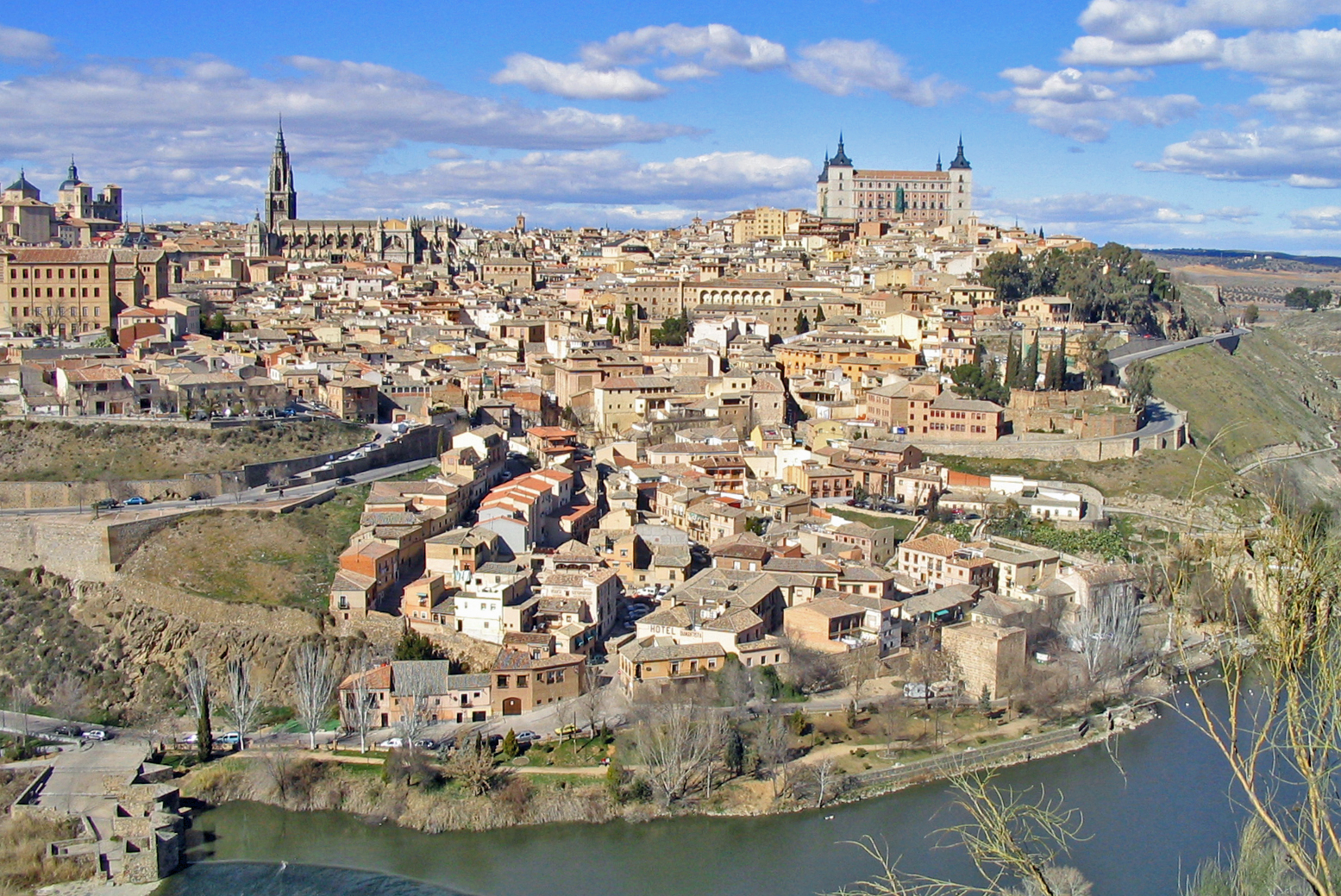
Toledo

## Patrimonio de la ruta
Este conjunto de rutas de peregrinación es uno de los que mayor distancia recorre, pero no es este el único motivo para que cuente con un vasto patrimonio natural y cultural, algo en lo que tiene mucho que ver tanto la importancia histórica de estas ciudades como la prospéridad económica que viven la mayor parte de estas comarcas en la actualidad.

### Patrimonio natural y paisajístico
- Estas son algunas de las joyas naturales y paisajísticas que ofrecen estos trazados:
  - Paraje natural Torcal de Antequera.
  - Parque natural de las Sierras Subbéticas.
  - Parque natural de Sierra Nevada.
  - Parque natural Sierra de Cardeña Montoro.
  - Parque natural Sierra de Huétor.
  - Valle de Alcudia.
  - Peña de los Enamorados en Antequera.
  - Parque periurbano de "Los Villares" en Córdoba.
  - Sotos de la Albolafia en Córdoba.
  - Zona recreativa del Alfarax en Huécija.
  - Zona recreativa del cerro la Cruz en Huécija.
  - Dehesa Boyal de Puertollano.

### Patrimonio arqueológico
- Estas comarcas fueron pobladas en épocas muy tempranas, desarrollándose en ellas distintas culturas primitivas que solo conocemos por los restos arqueológicos hallados. Algunos de los que más importancia histórica tienen:
  - Dolmen de Lácara en Mérida.
  - Dolmen de Menga en Antequera.
  - Dolmen de Viera en Antequera.
  - Pinturas rupestres de Peña Escrita en Fuencaliente.
  - Poblado de Los Millares en Santa Fe de Mondújar.
  - Yacimientos de La Mata en Campanario.
  - Petroglifo de El Herrador en Campanario.
  - Yacimientos prerromanos de Boraen Martos.
- Pero sin duda alguna, los más numerosos y conocidos vestigios arqueológicos son los correspondientes a las ciudades de Hispania, algunas de las cuales adquirieron un desarrollo notable para tiempos tan tempranos. Y aunque muchos de estos monumentos son sobradamente conocidos por la población, de manera continua se hacen nuevos hallazgos que vienen a engrosar el rico tesoro arqueológico del sur y centro peninsular:
  - Los Columbarios en Mérida.
  - Mausoleo romano en Córdoba.
  - Necrópolis de Loma de Galera en Alhama de Almería.
  - Necrópolis de Turuñuelo en Medellín.
  - Casa del Mitreo en Mérida.
  - Yacimiento arqueológico de Cercadilla en Córdoba.
  - Templo de Diana en Mérida.
  - Templo romano de Córdoba
  - Anfiteatro romano en Mérida.
  - Circo romano en Mérida.
  - Circo romano de Toledo.
  - Teatro romano de Córdoba.
  - Teatro romano en Mérida.
  - Teatro Romano de Málaga.
  - Teatro romano de Guadix.
  - Acueducto de Los Milagros en Mérida.
  - Acueducto de Rabo de Buey-San Lázaro en Mérida.
  - Arco de Trajanoen Mérida.
- Otros importantes vestigios de culturas pasadas, que adquieren especial importancia en estos caminos históricos son los procedentes de la Edad Media. El esplendor de Al-Ándalus es mucho más evidente cuando visitamos estas ciudades, en las que han quedado no solo algunos de los más valiosos edificios del patrimonio cultural español, sino también importantes restos arqueológicos:
  - Medina Azahara en Córdoba.
  - Sinagoga en Córdoba.
  - Acequia árabe Aynadamar en Granada.
  - Aljibes árabes en Almería.
  - Baños árabes de Ferreira.
  - Baños árabes en Jaén.
  - Baños árabes de Hernando de Zafra en Granada.
  - Baños árabes de La Zubia en Granada.
  - Baños califales en Córdoba.

### Arquitectura religiosa
- Catedrales:
  - Catedral de la Encarnación de Almería.
  - Catedral de Nuestra Señora del Prado de Ciudad Real.
  - Mezquita-Catedral de Santa María en Córdoba.
  - Catedral de la Encarnación de Granada.
  - Catedral de la Encarnación de Guadix.
  - Catedral de la Asunción de Jaén.
  - Catedral de la Encarnación de Málaga.
  - Catedral de Santa María la Mayor de Mérida.
  - Catedral de Santa María de Toledo.
- Basílicas y santuarios:
  - Santuario de la Virgen del Mar en Almería.
  - Santuario de la Virgen de la Cabeza en Andújar.
  - Santuario de la Virgen de la Sierra en Cabra.
  - Santuario de Nuestra Señora de Linares en Córdoba.
  - Santuario de Nuestra Señora de Araceli en Lucena.
  - Santuario de la Victoria (Málaga) en Málaga.
  - Basílica de Santa Eulalia en Mérida.
- Conventos y monasterios:
  - Monasterio de San Jerónimo en Córdoba.
  - Abadía del Sacromonte en Granada.
  - Monasterio de La Cartuja en Granada.
  - Monasterio de San Jerónimo en Granada.
  - Monasterio de las Freylas de Santa Eulalia en Mérida.
  - Monasterio de San Juan de los Reyes en Toledo.
  - Convento de Santa Clara en Alcaudete.
  - Iglesia y convento de las Puras en Almería.
  - Convento de la Encarnación de Antequera.
  - Convento de Franciscanos Descalzos en Campanario.
  - Convento e Iglesia de Las Clarisas en Campanario.
  - Antiguo convento de la Merced en Ciudad Real.
  - Fundado por Santa Teresa en Malagón.
  - Convento del Corpus Christi en Córdoba.
  - Convento de las Madres Concepcionistas en Hinojosa del Duque.
  - Convento de los Agustinos en Huécija.
  - Real Convento de Santo Domingo en Jaén.
  - Convento de la Madre de Dios en Toledo.
  - Convento de Santo Domingo el Antiguo en Toledo.
- Iglesias y colegiatas:
  - Iglesia Mayor Abacial en Alcalá la Real.
  - Iglesia de la Encarnación en Alcaudete.
  - Iglesia de San Pedro en Alcaudete.
  - Iglesia de Santa María la Mayor en Alcaudete.
  - Iglesia parroquial de San Nicolás de Bari en Alhama de Almería.
  - Iglesia de Santiago en Almería.
  - Iglesia de Nuestra Señora de la Asunción en Almogía.
  - Iglesia de Santa María la Mayor en Andújar.
  - Iglesia de Nuestra Señora del Carmen en Antequera.
  - Real Colegiata de San Sebastián en Antequera.
  - Real Colegiata de Santa María La Mayor en Antequera.
  - Iglesia de la Encarnación en Atarfe.
  - Iglesia parroquial de Nuestra Señora de la Asunción en Campanario.
  - Iglesia de San Salvador y Santo Domingo de Silos en Córdoba.
  - Iglesia de Santa Marina en Córdoba.
  - Real Colegiata de San Hipólito en Córdoba.
  - Iglesia de San Bartolomé en Espejo.
  - Iglesia de la Anunciación en Fiñana.
  -  Capilla de Nuestra Señora de las Angustias en Granada.
  - Iglesia de Santa María de la Alhambra en Granada.
  - Iglesia de San Isidro Labrador en Hinojosa del Duque.
  - Iglesia de San Juan Bautista en Hinojosa del Duque.
  - Iglesia de la Anunciación en Huécija.
  - Iglesia parroquial de la Encarnación en Huétor-Santillán.
  - Iglesia del convento de los Carmelitas Descalzos en Jaén.
  - Iglesia de Nuestra Señora de la Natividad en Jamilena.
  - Iglesia Parroquial San Juan Bautista en La Haba.
  -  Iglesia de la Encarnación en Laujar de Andarax.
  - Iglesia de San Mateo en Lucena.
  - Iglesia de Nuestra Señora del Carmen en Lucena.
  - Iglesia de Santiago en Lucena.
  - Iglesia parroquial de Santo Domingo en Lucena.
  - Iglesia del convento de Santo Domingo en Málaga.
  - Real Iglesia de Santa Marta en Martos.
  - Iglesia de San Juan de Letrán en Montoro.
  - Iglesia de San Miguel en Nacimiento.
  - Iglesia de Santiago Apóstol en Ciudad Real.
  - Iglesia de Santa Quiteria en Fuente el Fresno.
  - Iglesia de Santo Tomás Apóstol en Orgaz
  - Iglesia de San Pedro de la Mata en Sonseca.
  - Iglesia de Santiago del Arrabal en Salamanca
  - Iglesia de Santa María la Blanca en Toledo.
  - Iglesia de Santiago del Arrabal en Toledo.
  - Iglesia de Santo Tomé en Toledo.
  - Sinagoga del Tránsito en Toledo.
  - Templo del Cristo de la Luz en Toledo.
- Ermitas y capillas:
  - Ermita de las Tres Cruces en Almogía.
  - Ermita del Sagrado Corazón de Jesús en Almogía.
  - Capilla de la Virgen del Socorro en Antequera.
  - Ermita de los Mártires en Campanario.
  - Ermita de Nuestra Señora de Piedraescrita en Campanario.
  - Ermita del Carmen en Campanario.
  - Ermita de Jesús de las Penas en Encinas Reales.
  - Capilla Real en Granada.
  - Ermita de la Virgen de La Antigua en Hinojosa del Duque.
  - Ermita de la Virgen del Castillo en Hinojosa del Duque.
  - Ermita de San Isidro Labrador en Hinojosa del Duque.
  - Ermita de San Sebastián en Hinojosa del Duque.
  - Ermita de Santa Ana en Hinojosa del Duque.
  - Ermita del Santo Cristo de las Injurias en Hinojosa del Duque.
  - Ermita de la cruz en Huécija.
  - Capilla de San Andrés en Jaén.
  - Ermita de Nuestra Señora De La Antigua en La Haba.
  - Capilla de Nuestro Padre Jesús Nazareno en Lucena.
  - Ermita de Dios Padre en Lucena.
  - Ermita de Nuestra Señora de Gracia en Montoro.
  - Ermita de Nuestra Señora de los Remedios en Villafranca de Córdoba.

### Arquitectura civil
- Residencias palaciegas y populares:
  - Palacio Abacial en Alcalá la Real.
  - Castillo-palacio medieval en Alcaudete.
  - Palacio de los marqueses de Torrealta en Almería.
  - Palacio de Nájera en Antequera.
  - Casa de la Tercia en Baena.
  - Palacio de la Diputación Provincial en Ciudad Real.
  - Palacio de Medrano en Ciudad Real.
  - Alhambra en Granada.
  - Cármen de los Mártires en Granada.
  - Casa de las Chirimías en Granada.
  - Casa del Castril en Granada.
  - Palacio de Carlos V en Granada.
  - Palacio de Dar al-Horra en Granada.
  - Cuevas trogloditas en Guadix.
  - Palacio de Villardompardo en Jaén.
  - Castillo de La Calahorra.
  - Palacio de los Condes de Santa Ana en Lucena.
  - Museo Casa Natal de Picasso en Málaga.
  - Palacio de la Aduana en Málaga.
  - Palacio Episcopal en Málaga.
  - Palacio Arzobispal de Toledo
- Edificios administrativos:
  - Ayuntamiento en Alcaudete.
  - Casa consistorial en Andújar.
  - Casa consistorial en Antequera.
  - Palacio de la Merced en Córdoba.
  - Real Chancillería de Granada.
  - Casa consistorial en Laujar de Andarax.
  - Casa consistorial en Los Yébenes.
  - Casa consistorial de Málaga.
- Arquitectura comercial e industrial:
  - Alcaicería en Granada.
  - Caballerizas Reales de Córdoba.
  - Cable Inglés en Almería.
  - Corral del Carbón en Granada.
  - Mercado de abastos en Antequera.
  - Molinos de Viento en Los Yébenes.
  - Molinos del Guadalquivir en Córdoba.
  - Noria de la Agusadera en Casas Bajas.
  - Posada del Potro en Córdoba.
  - Pósito del Pan en Moclín.
  - Real edificio de la Carnicería en Mérida.
- Edificios para servicios:
  - Antiguo hospital de Santa María Magdalena en Almería.
  - Balneario de San Nicolás en Alhama de Almería.
  - Casino en Ciudad Real.
  - Círculo Mercantil e Industrial en Almería.
  - Escuela de Artes y Oficios Artísticos en Almería.
  - Hospital de la Misericordia en Ciudad Real.
  - Hospital de San Juan de Dios en Granada.
  - Hospital de San Juan de Dios en Mérida.

### Arquitectura militar
- Castillos y fortalezas:
  - Alcazaba en Alcalá la Real.
  - Fortaleza de la Mota en Alcalá la Real.
  - Alcazaba de Almería.
  - Alcazaba de Guadix
  - Castillo de San Cristóbal en Almería.
  - Alcazaba de Antequera
  - Castillo fortaleza de la Calahorra en La Calahorra , Granada
  - Castillo de la Almedina en Baena.
  - Alcázar de los Reyes Cristianos en Córdoba.
  - Alcázar del Genil en Granada.
  - Castillo de Santa Catalina en Jaén.
  - Castillo del Moral en Lucena.
  - Alcazaba de Málaga.
  - Castillo de Gibralfaro en Málaga.
  - Castillo de la Encomienda de Víboras en Martos.
  - Castillo de la Peña en Martos.
  - Castillo de la Villa en Martos.
  - Alcazaba árabe en Mérida.
  - Castillo medieval en Moclín.
  - Castillo de los Condes en Orgaz.
  - Alcázar de Toledo.
  - Casa del Temple en Toledo.
  - Castillo de San Servando en Toledo.
- Murallas, torres y puertas:
  - Recinto amurallado en Alcalá la Real.
  - Muralla de Jayrán en Almería.
  - Murallas en Moclín.
  - Puerta de Madrid en Andújar.
  - Arco de los Gigantes en Antequera.
  - Arco de la Villa en Baena.
  - Puerta de Toledo en Ciudad Real.
  - Puerta de Almodóvar en Córdoba.
  - Puerta del Puente en Córdoba.
  - Puerta del Cambrón en Toledo.
  - Puerta del Sol en Toledo.
  - Puerta del Vado en Toledo.
  - Torre de la Calahorra en Córdoba.
  - Torre de la Malmuerta en Córdoba.
  - Torre de Santo Domingo de Silos en Córdoba.
  - Torre de la Almofala en Toledo.

### Urbanismo, transportes y ornamentación
- Barrios:
  - Barrio de la Almedina en Baena.
  - Judería de Córdoba.
  - Barrio del Albaycín en Granada.
  - Barrio del Sacromonte en Granada.
- Calles y plazas:
  - Plaza Bendicho en Almería.
  - Plaza Vieja en Almería.
  - Puerta de Purchena en Almería.
  - Calleja de las Flores en Córdoba.
  - Plaza de la Corredera en Córdoba.
  - Plaza de las Tendillas en Córdoba.
  - Plaza del Potro en Córdoba.
  - Plaza de España en Don Benito.
  - Plaza Mayor en Don Benito.
  - Plaza Mayor en Fiñana.
  - Plaza Mayor en Fuente el Fresno.
  - Carrera del Darro en Granada.
  - Plaza Bib-Rambla en Granada.
  - Plaza de las Pasiegas en Granada.
  - Plaza del Triunfo en Granada.
  - Calle Marqués de Larios en Málaga.
  - Paseo del Parque en Málaga.
  - Plaza de la Merced en Málaga.
- Parques y jardines:
  - Parque Nicolás Salmerón en Almería.
  - Jardines de la Victoria en Córdoba.
  - Jardines del Conde de Vallellano en Córdoba.
  - Jardines del Generalife en Granada.
  - Parque Federico García Lorca en Granada.
- Fuentes y conjuntos escultóricos:
  - Cristo de los Faroles en Córdoba.
  - Hombre Río en Córdoba.
  - Isla de las esculturasen Córdoba.
  - Triunfos de San Rafael en Córdoba.
  - Fuente del Pilar de los Llanos en Hinojosa del Duque.
  - Fuente de la Magdalena en Jaén.
  - Pilar de la Fuente Nueva en Martos.
- Puentes:
  - Puente de Andalucía en Córdoba.
  - Puente Romano de Córdoba.
  - Puente romano en Mérida.
  - Puente medieval en Montoro.
  - Puente de Alcántara en Toledo.
  - Puente de San Martín en Toledo.

## Galería de imágenes
- Wikimedia Commons alberga una categoría multimedia sobre Camino de Santiago Mozárabe.

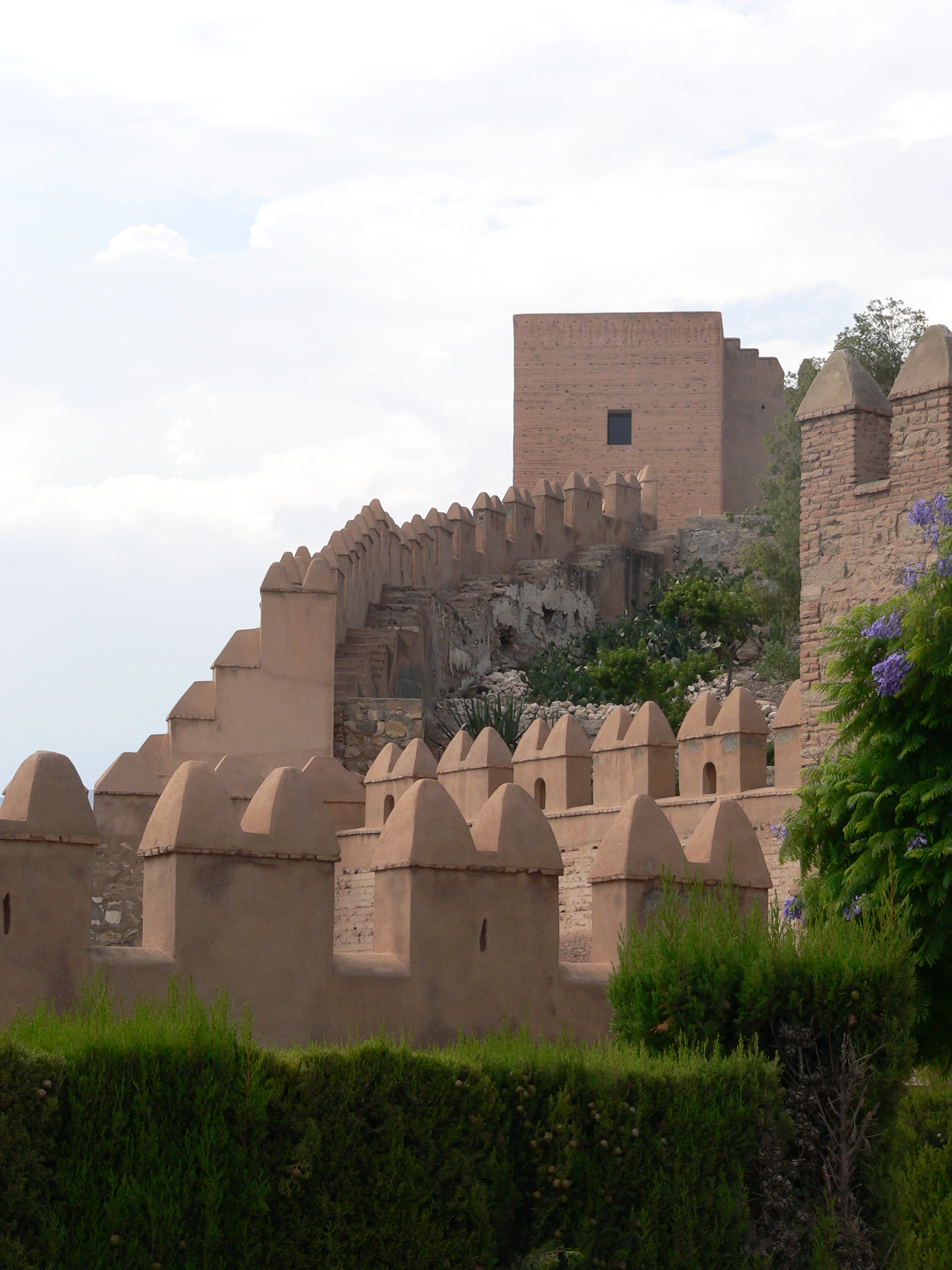
Alcazaba de Almería
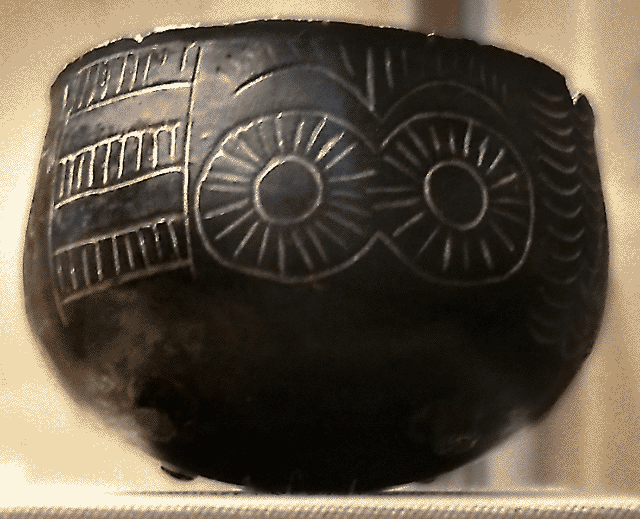
Cuenco de Los Millares
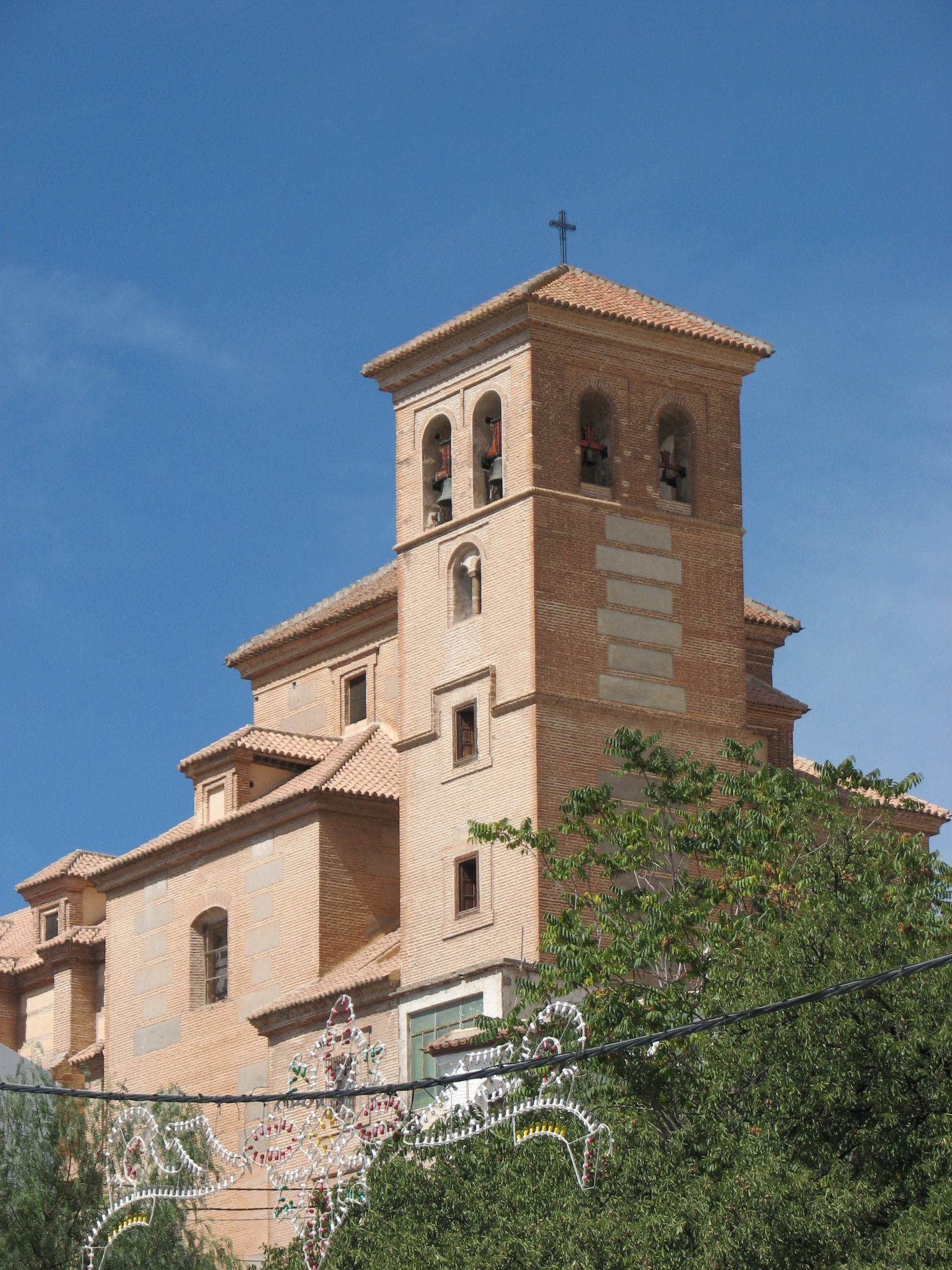
Iglesia de la Encarnación en Laujar de Andarax
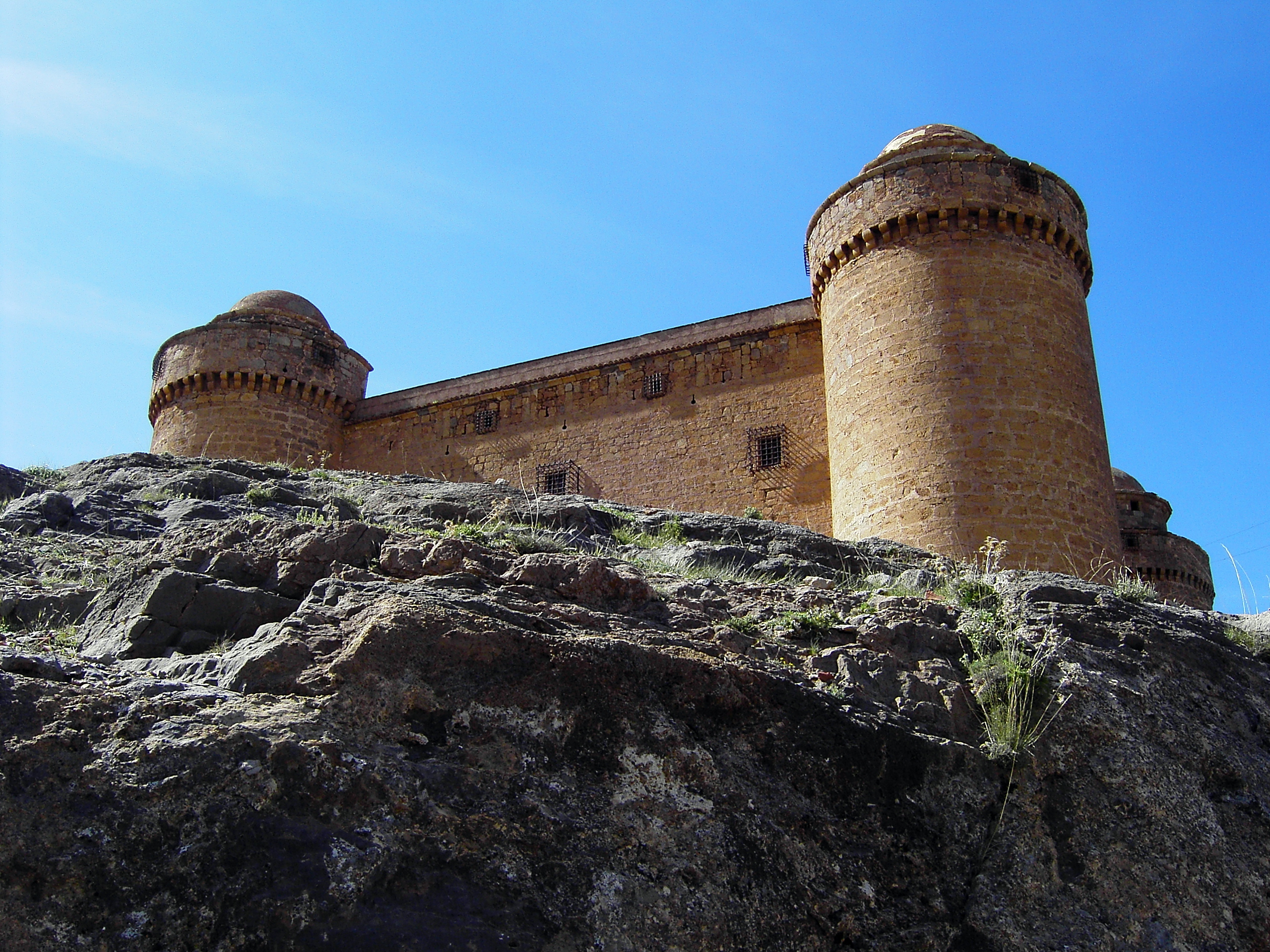
Castillo de La Calahorra
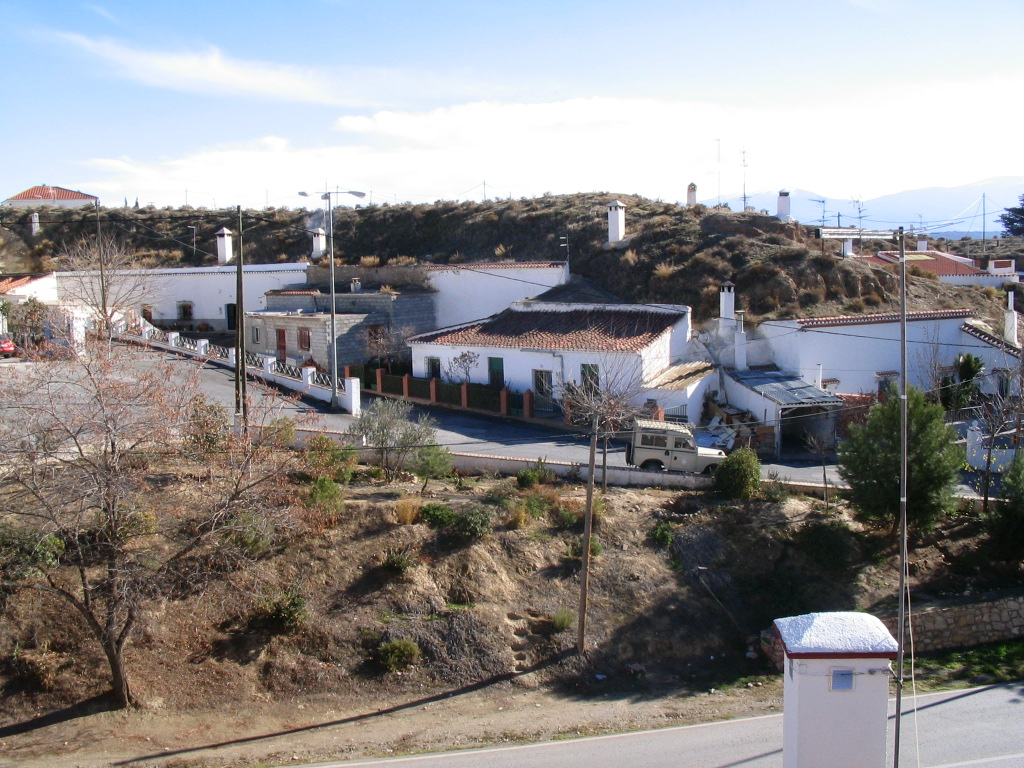
Cuevas trogloditas de Guadix
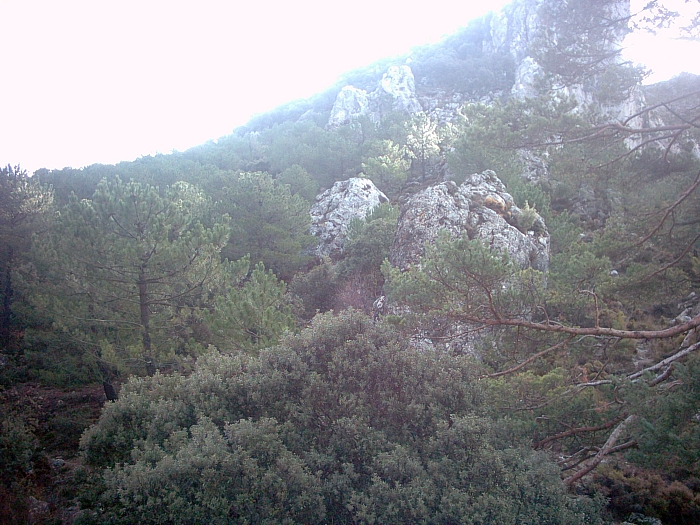
Parque Natural Sierra de Huétor
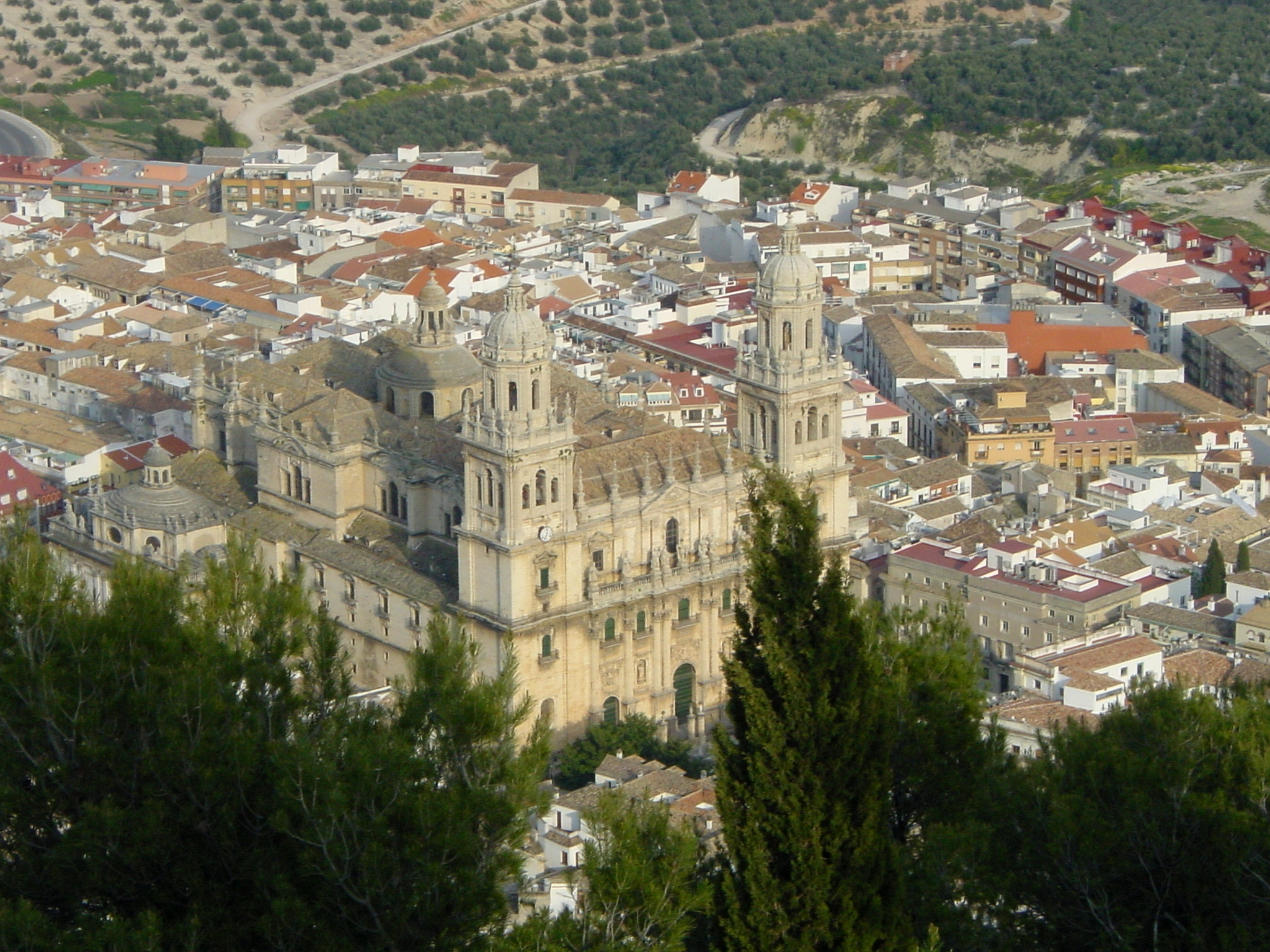
Catedral de Jaén
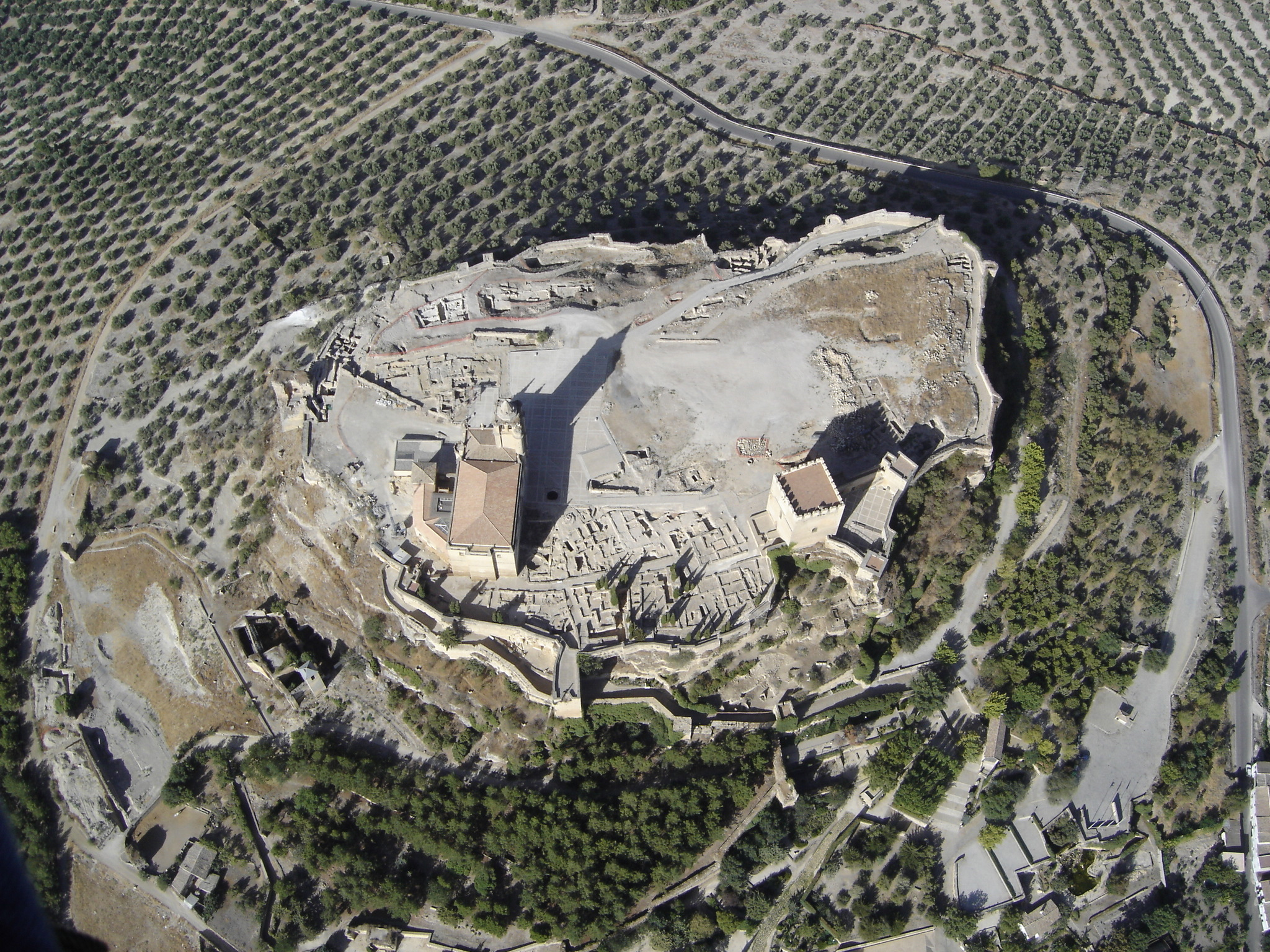
Fortaleza de la Mota en Alcalá la Real
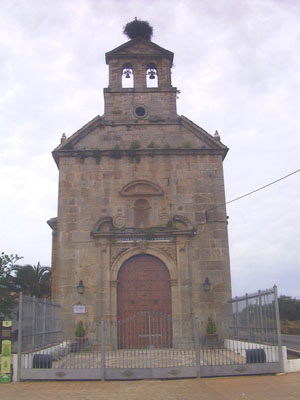
Ermita de Nuestra Señora de los Remedios en Villafranca de Córdoba
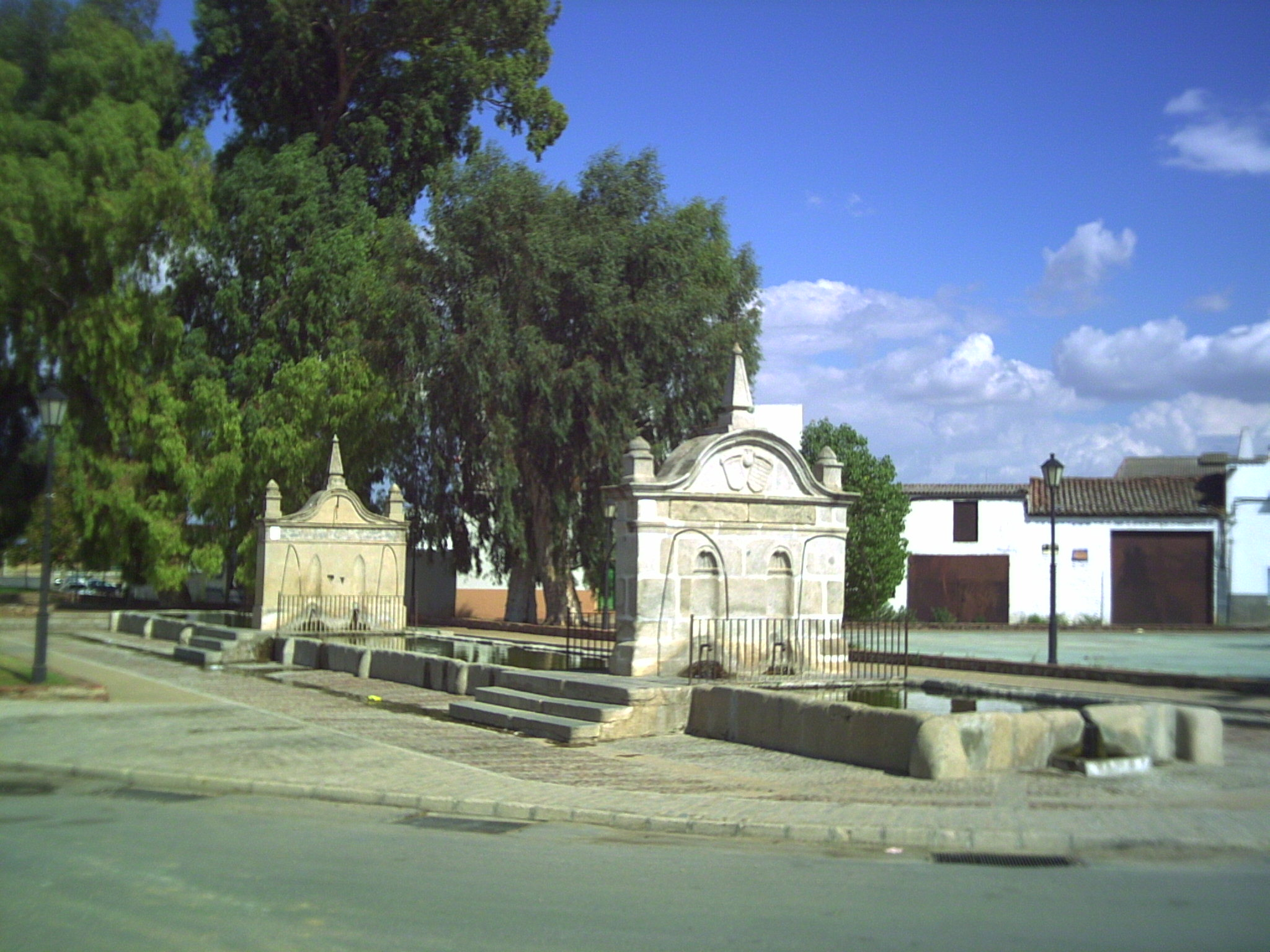
Fuente del Pilar de los Llanos en Hinojosa del Duque
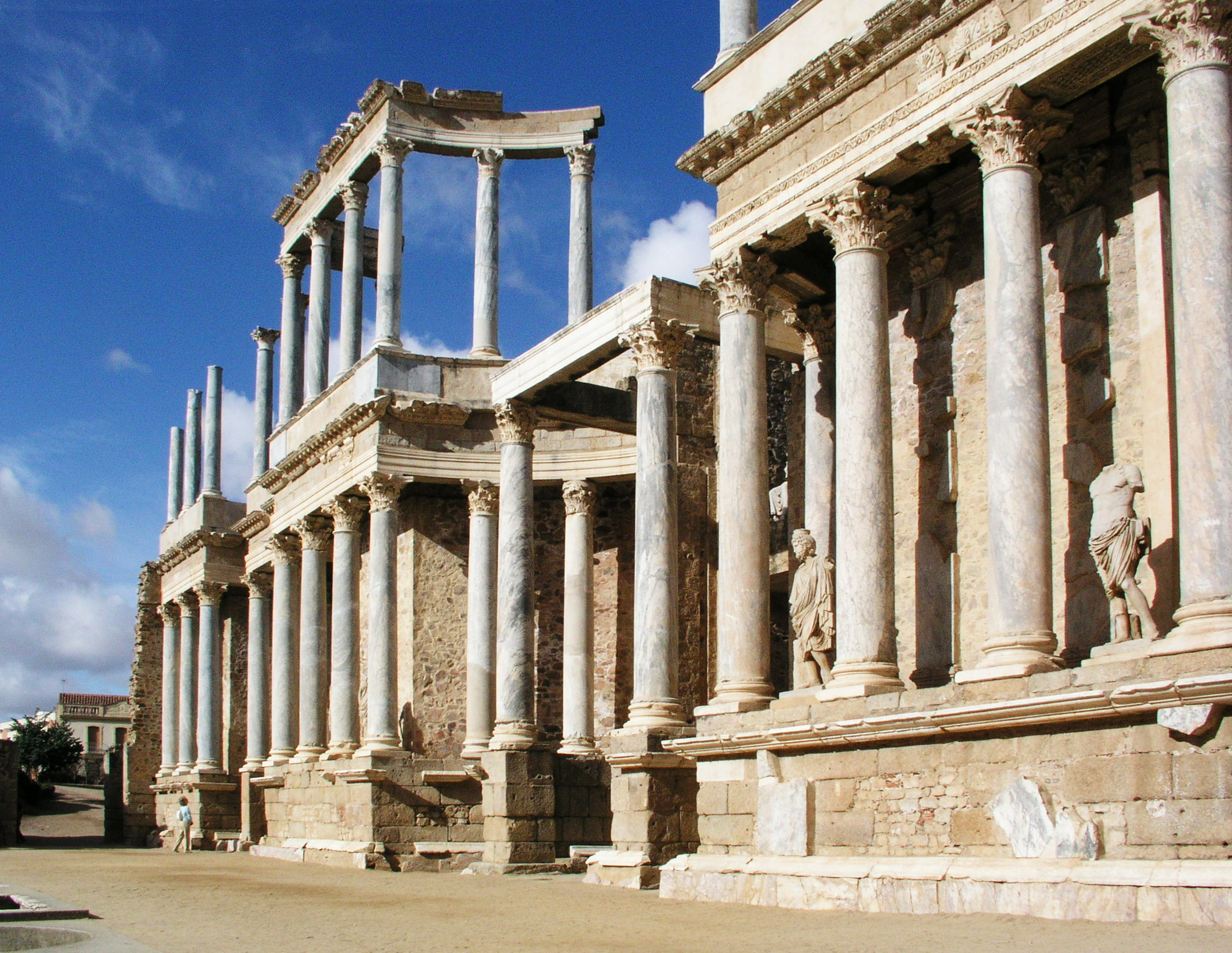
Teatro romano de Mérida
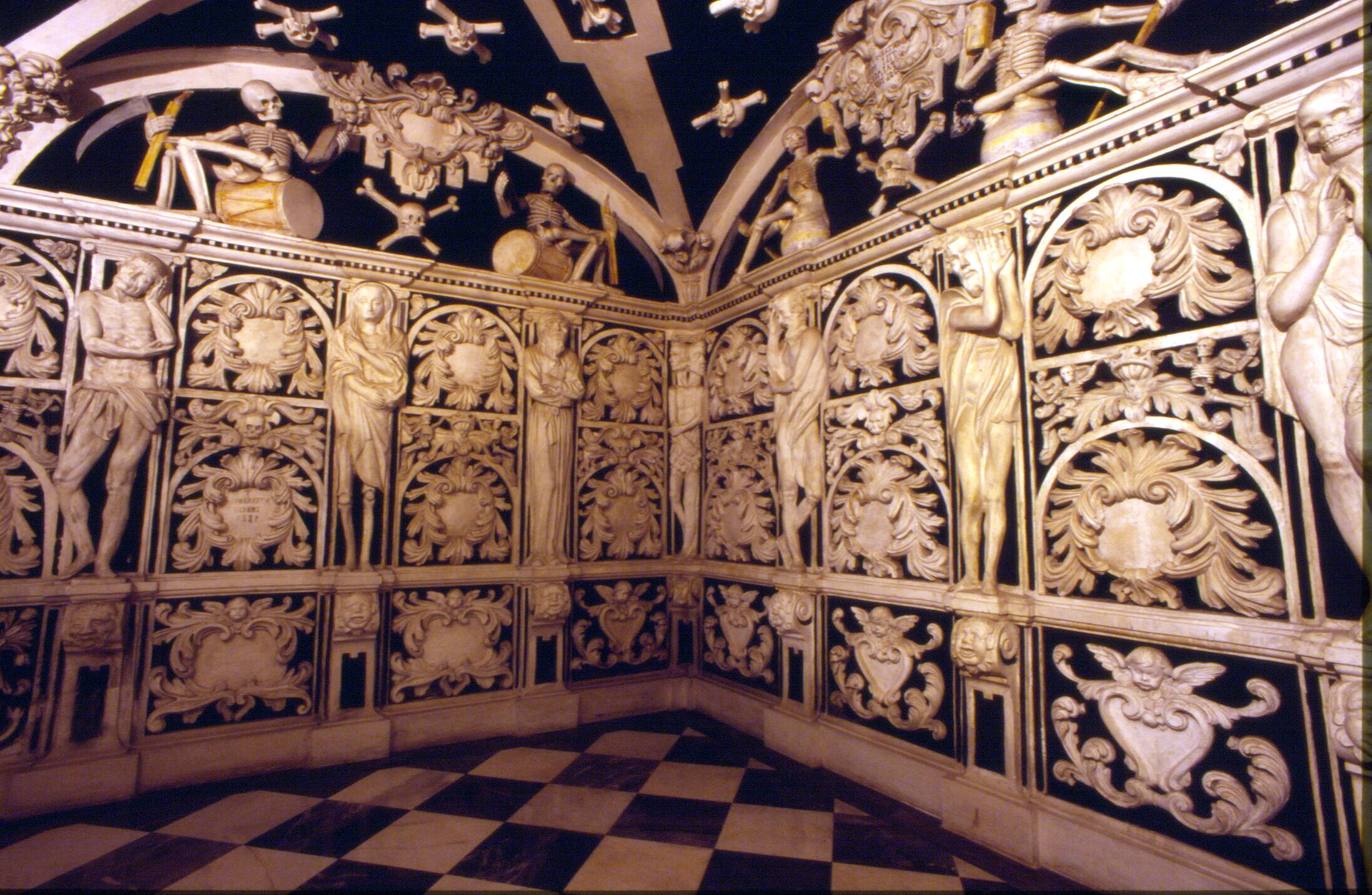
Cripta del Santuario de Santa María de la Victoria en Málaga
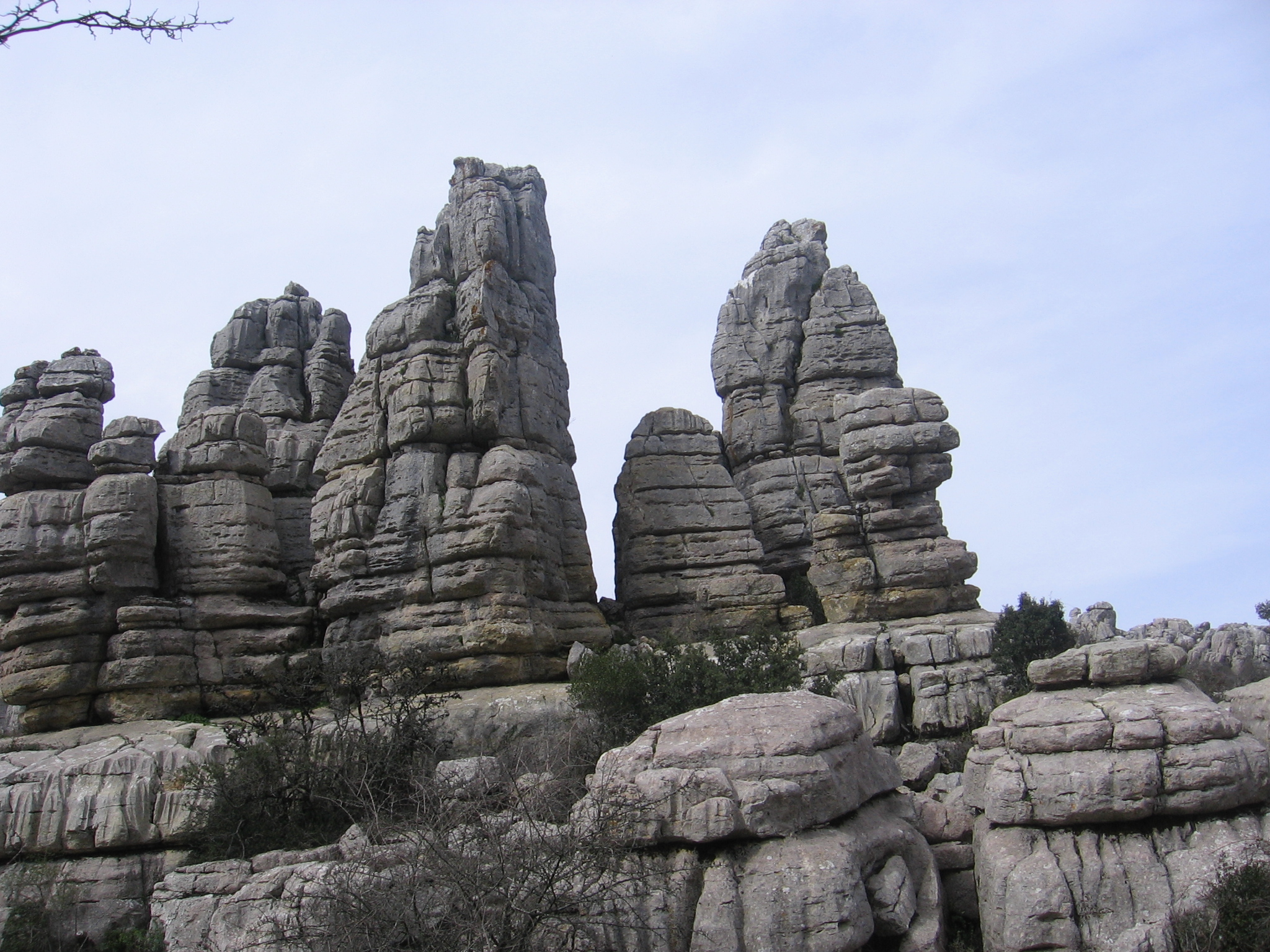
El Torcal de Antequera
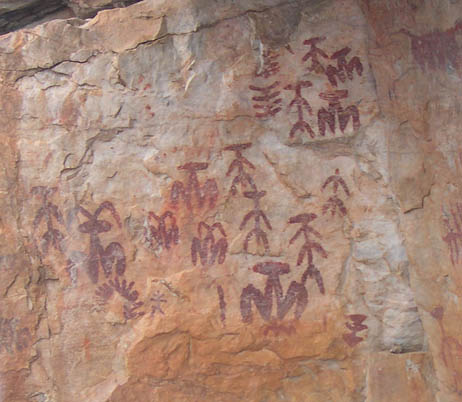
Pinturas rupestres de Peña Escrita en Fuencaliente
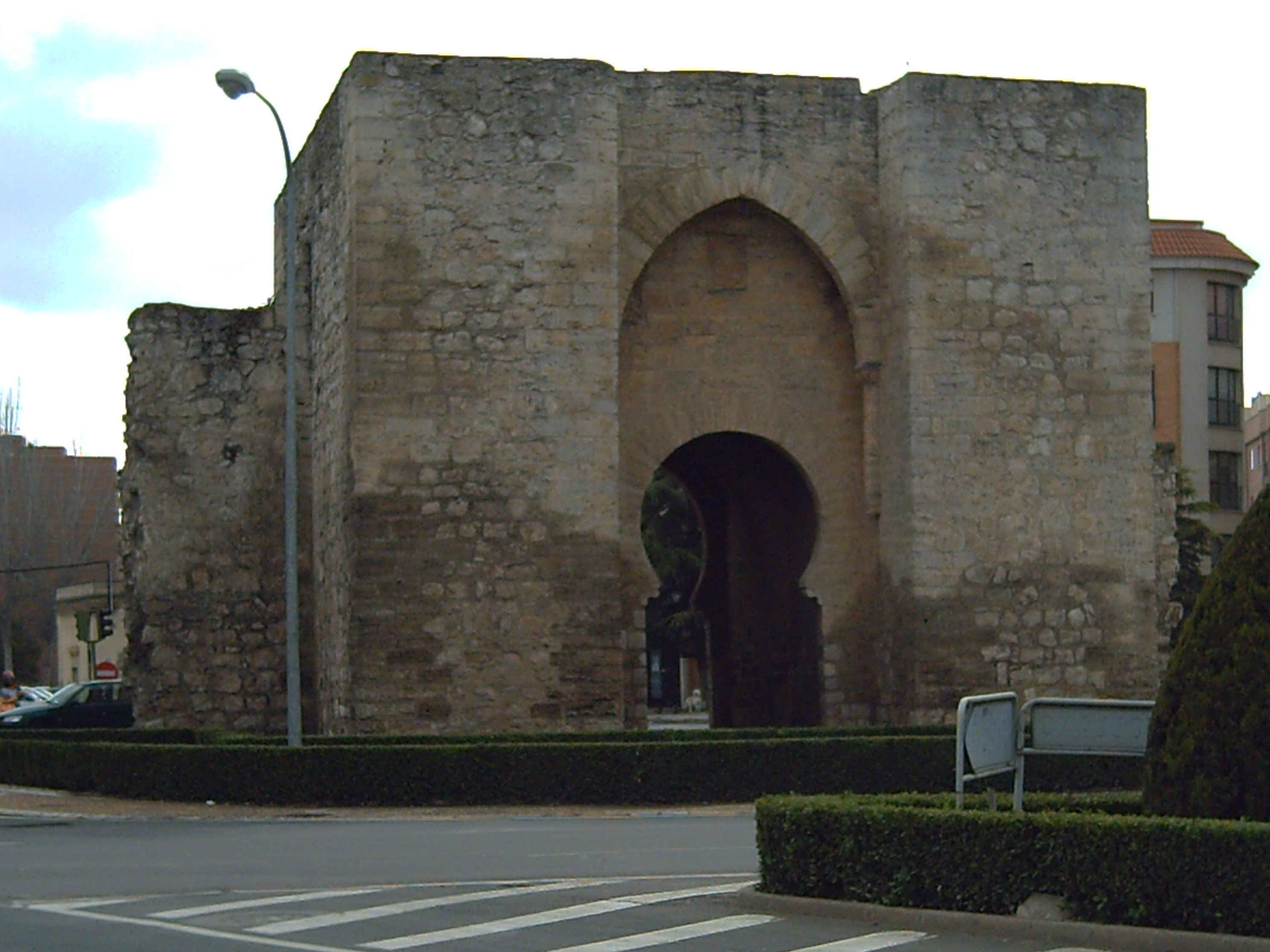
Puerta de Toledo en Ciudad Real
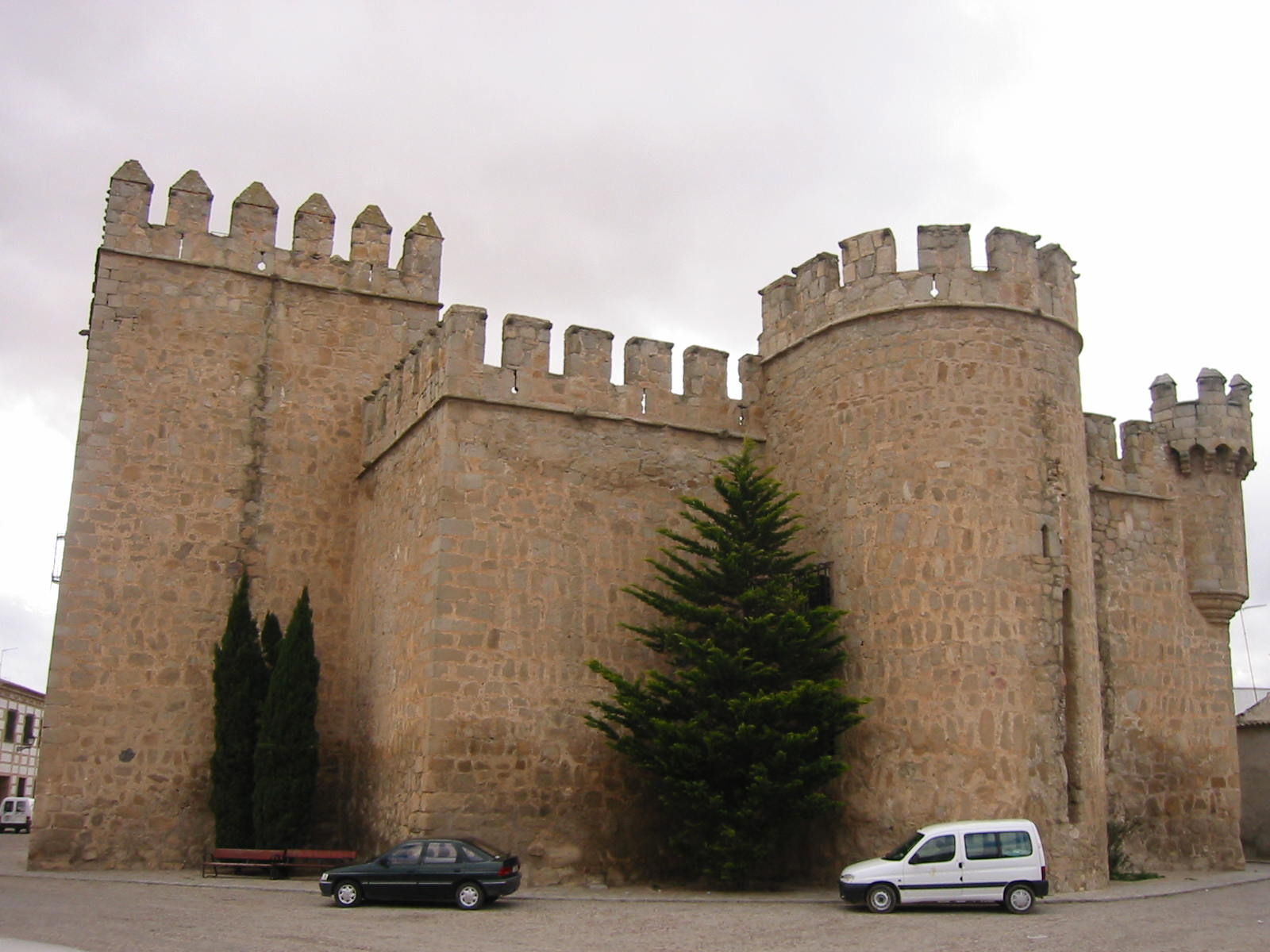
Castillo de los Condes de Orgaz
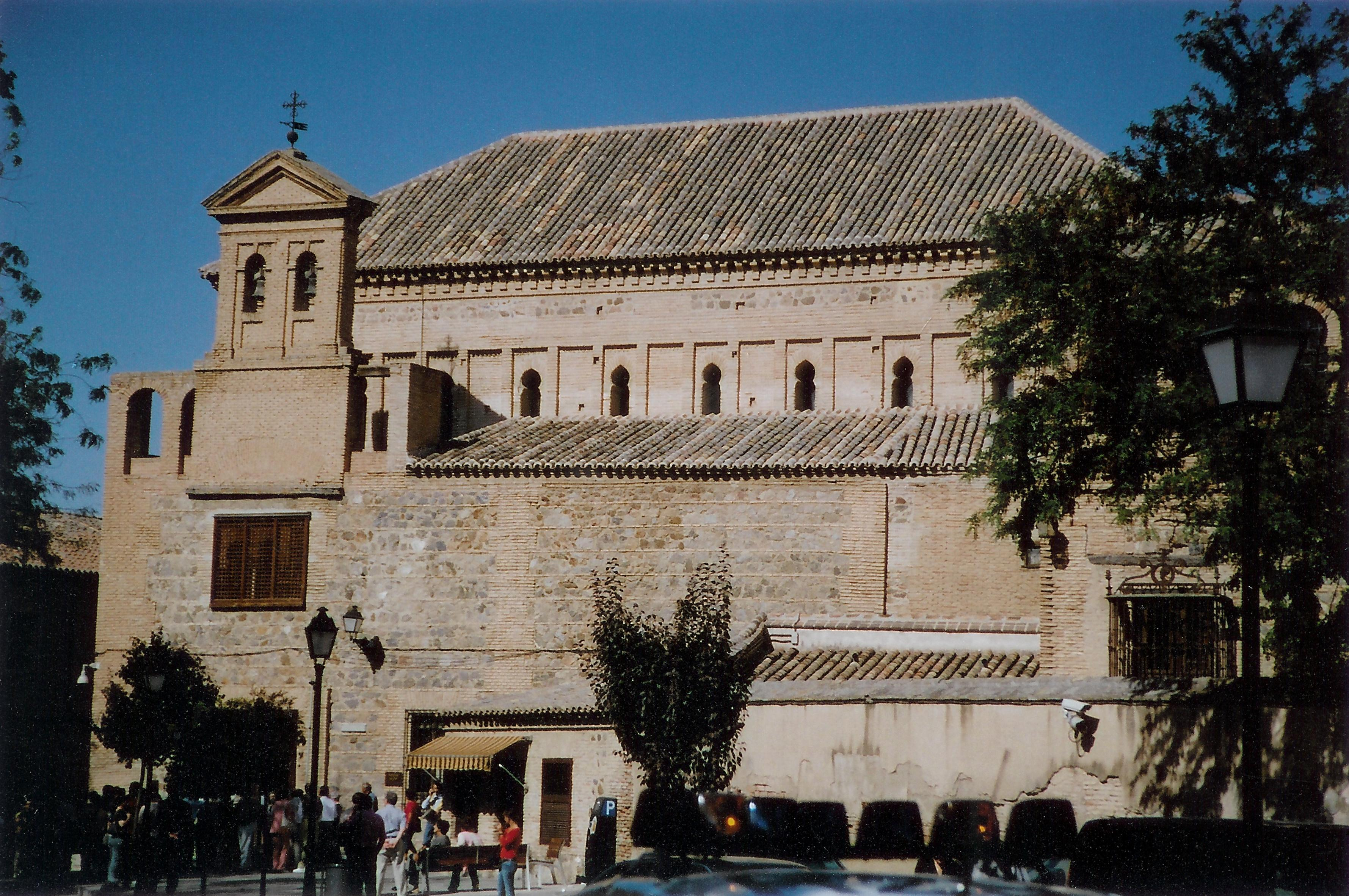
Sinagoga del Tránsito en Toledo

## Documentación y bibliografía
- De Granada a Santiago una ruta Jacobea. Hermenegildo de la Campa. Ed. Grupo Editorial Universitario. 1998
- El Camino de Santiago. Antón Pombo. Ed. Anaya Touring. 2004
- El Camino Mozárabe. Ed. Ayuntamiento de Orense. 1999
- Vía de la Plata. Guía del Camino Mozárabe de Santiago. Asociación de los Amigos del Camino de Santiago Vía de la Plata de Sevilla. Ed. Diputación de Sevilla. 2001

- Periódio del Camino de Santiago
- Asociación Cultural Amigos del Camino de Santiago de Almería
- Asociación de Amigos del Camino de Santiago de Córdoba
- Diputación Provincial de Málaga
- Federación Española de Amigos del Camino de Santiago
- Asociación Manchega de Amigos del Camino de Santiago
- Portal de la Federación Andaluza de Amigos del Camino de Santiago
- Camino Mozárabe a Santiago - Vivecamino.com

- Datos: Q5742372